# Gustaf Lilliecrona (1660–1748)
Gustaf Lilliecrona, född 1660, död 22 februari 1748 på Kungsholms sjökastell utanför Karlskrona, var en svensk militär.
Gustaf Lilliecrona var son till ryttmästaren Casper Lilliecrona och Anna Gyllenstierna af Lundholm. Han blev volontär vid Livgardet 1680, furir vid Svenska livregementet till fot 1683, fänrik där 1687, löjtnant 1694, kapten 1701 och major 1709. Lillecrona blev överstelöjtnant 1716 och var 1716–1718 chef för Svenska livregementet till fot. Han blev 1718 kommendant på Kungsholms och Drottningskärs kastell.